# Gigafactory
Gigafactory ist eine Wortschöpfung von Elon Musk, der den Begriff 2013 zuerst verwendet hat. Er plante damals den Bau eines komplett neuen Tesla Werks im Bundesstaat Nevada, da das Werk von in Fremont, Kalifornien, zu klein wurde. Für dieses Projekt schuf er den Begriff „Gigafactory“. Er wollte damit dessen Größe zum Ausdruck bringen. Die Vorsilbe Giga bedeutet eine Milliarde, wobei das griechische Ursprungswort „gigas“ auf deutsch gigantisch bedeutet. Angesichts des elektrischen Antriebs der Tesla Fahrzeuge besteht ein weiterer sprachlicher Bezug zur Leistungsgröße GigaWatt, was einer Milliarden Watt entspricht. 

## Tesla
Besonderheit bei der Planung des Werks in Nevada war die Idee, am selben Ort sowohl die Fahrzeuge und die Batterien herzustellen. Bei der Batteriefertigung war Panasonic der Kooperationspartner. Ziel war die Herstellung von einer halben Millionen Fahrzeuge und 35 GWh Batterien pro Jahr. Durch die räumlich Nähe von Batterie- und Fahrzeugproduktion versprach man sich Kostenvorteile, was zu günstigeren Preise und schließlich höheren Verkaufsmengen führen sollte. Bis zum Jahr 2020 sollten 3,5 Mrd. US-$ investiert werden und es sollten 6.500 Personen beschäftigt werden. Es war eine Hallenfläche von 500.000 qm geplant. Stand 2014 wurden diese Ziele erreicht und teilweise auch übertroffen.
Beim Bau weiterer Werke hat Tesla begonnen, die Gigafactories zu nummerieren. Nevada war Gigafactory #1. Die zweite Gigafactory entstand in Buffalo im Staat New York. Die dritte Gigafactory entstand in Shanghai in China. Die Vierte, Gigafactory Berlin-Brandenburg, wurde in Grünheide gebaut. Gigafactory #5 folgte kurz darauf in Austin, Texas. Für Gigafactory #6 gibt es bisher nur Planungen, Standort soll Mexiko werden. Die in Nevada praktizierte Kombination von Batteriezellen- und Autoherstellung erfolgt sonst nur in Shanghai und in Grünheide.

## Weitere Begriffsverwendung
Der Begriff „Gigafactory“ wurde auch von anderen Planern und Investoren übernommen. Der Begriff soll einen Hinweis geben auf die Größe des jeweiligen Werks und auf einen hohen Automatisierungsgrad in der Fertigung. Beispiele sind:
- Northvolt Werk in Skellefteå, Nord-Schweden, zur Herstellung von Batteriezellen.[6]
- Automotive Cells Company Werk in Billy-Berclau, Nord-Frankreich, zur Herstellung von Batteriezellen.[7]
- Holosolis Werk in Sarreguemines, Frankreich, zur Herstellung von Photovoltaik-Elementen.[8]
- ENEL Werk in Sizilien zur Herstellung von Photovoltaik-Elementen.[9]
- EU-Projekt für mehrere europäische AI-Gigafactories.[10]
- Jaguar Land Rover Werk in Somerset, UK, zur Herstellung von Batterienzellen.[11]
- Volkswagen Werk in Salzgitter zur Herstellung von Batteriezellen.[12]
- Porsche Werk in Kirchentellinsfurt zur Herstellung von Batteriezellen.[13]

## Kritik
Die Journalistin Annika Schneider kritisiert den Begriff „Gigafactory“ als geschickte  Firmen-PR. Der Begriff sei ein Euphemismus und sollte in den Medien nicht unkritisch übernommen werden.